# Griffonia
Griffonia – rodzaj roślin z rodziny bobowatych (Fabaceae). Obejmuje cztery gatunki występujące w środkowej i zachodniej Afryce równikowej. Są to wspinające się krzewy i pnącza rosnące w wilgotnych lasach nizinnych i bagiennych oraz w zaroślach i zadrzewieniach w obrębie formacji trawiastych na wybrzeżu. Nazwa naukowa rodzaju upamiętnia Marie-Théophila Griffon du Bellay'a – lekarza marynarki francuskiej.
Pędy służą do plecenia ścian domostw i koszyków, rośliny wykorzystywane są jako lecznicze o zróżnicowanym zastosowaniu, a liście służą do wyrobu czarnego barwnika. Griffonia simplicifolia służy do komercyjnego wyrobu 5-Hydroksytryptofanu (5-HTP) wykorzystywanego jako suplement dietetyczny.

## Systematyka
Pozycja systematyczna
Jeden z rodzajów podplemienia Cercidinae, plemienia Cercideae i podrodziny Cercidoideae z rodziny bobowatych Fabaceae.
Wykaz gatunków
- Griffonia physocarpa Baill.
- Griffonia simplicifolia (Vahl ex DC.) Baill.
- Griffonia speciosa (Welw. ex Benth.) Taub.
- Griffonia tessmannii (De Wild.) Compère